# Jarecki

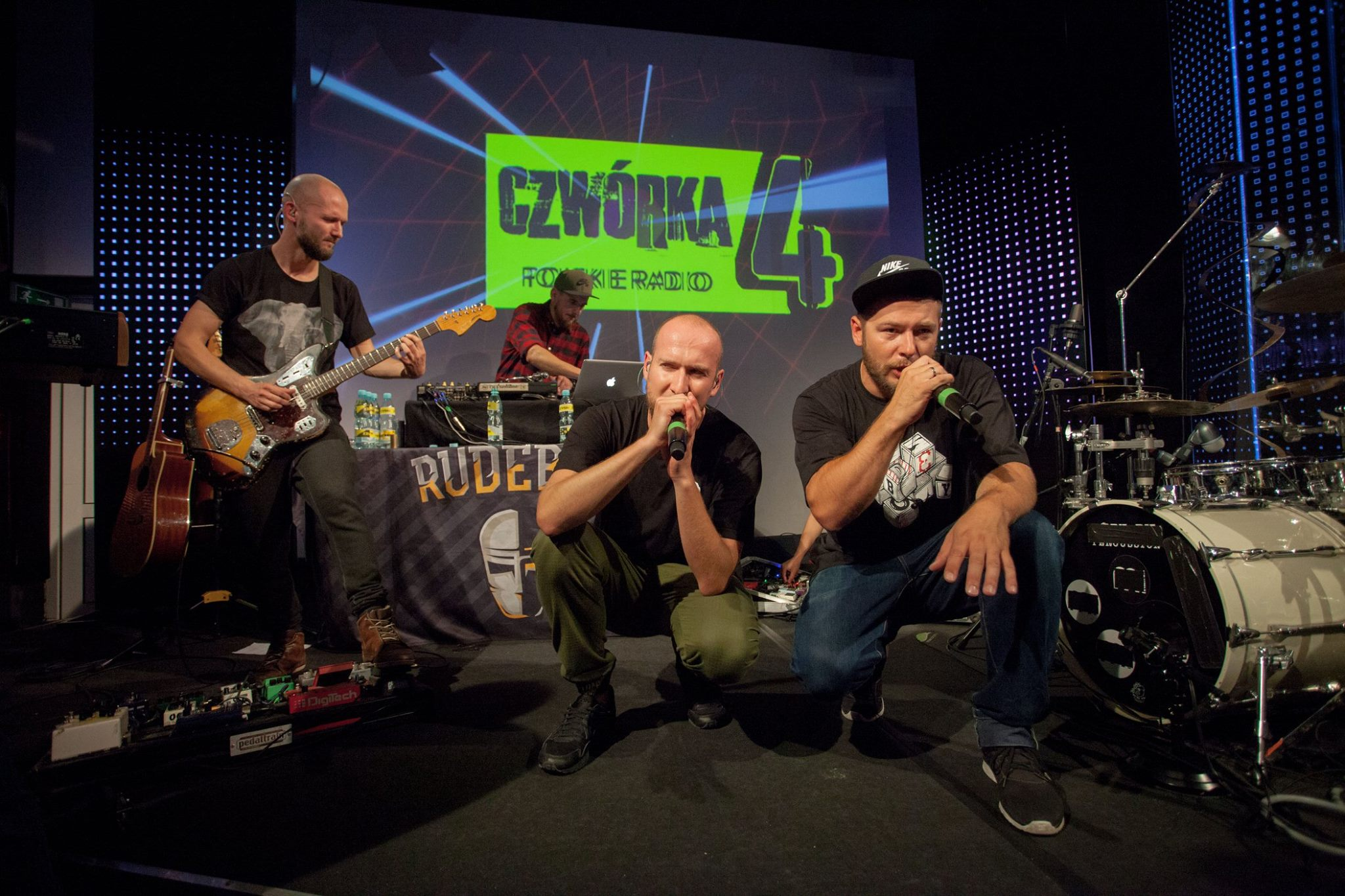
Grubson i Jarecki w Czwórce (2017)

Jarecki, właściwie Jarosław Kubów (ur. 1982 w Opolu) – polski raper i wokalista, członek zespołu muzycznego Kultórwa. Od 2003 r. prowadzi solową działalność artystyczną. Laureat nagrody im. Anny Jantar na 43. Krajowym Festiwalu Polskiej Piosenki.
Jarecki jest wokalistą i współzałożycielem powstałego w 1998 roku zespołu muzycznego Kultórwa. Wraz z zespołem nagrał wydany w podziemiu album pt. Zwirus. W 2003 roku, Jarecki wraz z kuzynem, DJ-em BRK, założył Studio Kurnik. Również w 2003 roku ukazał kolejny album Kultórwy pt. Muzykata. W międzyczasie formacja wzięła udział w konkursach muzycznych w tym na Opolskim Przeglądzie Zespołów Amatorskich oraz Studenckim Festiwalu Piosenki w Krakowie. W 2006 roku Jarecki wygrał eliminacje do opolskich debiutów. Wtedy to komputerowe bity i sample zastąpili muzycy. Jarecki i jego zespół piosenką „Leń”, wygrali nagrodę im. Anny Jantar – Karolinkę – na 43. Krajowym Festiwalu Polskiej Piosenki. 25 stycznia 2008 roku ukazała się jego pierwsza solowa płyta, dzięki współpracy z wytwórnią 001 Record pt. Styldohwil. Na swoim koncie ma również dwa albumy z DJ-em BRK – Mucha nie siada wydany w 2010 r. nakładem Step Records oraz Punkt widzenia wydany w 2014 r. przez MaxFloRec. Za wysoko to najnowszy solowy album Jareckiego który ukazał się 17.07.2017 r. nakładem nowej wytwórni: Supa’High Music.

## Wybrana dyskografia
Albumy
| Styldohwil                    | - Data: 28 stycznia 2008 - Wydawca: 001 Record          | 100 |
| Mucha nie siada (oraz DJ BRK) | - Data: 26 czerwca 2010 - Wydawca: Step Records         | –   |
| Punkt widzenia (oraz DJ BRK)  | - Data: 16 czerwca 2014 - Wydawca: MaxFloRec            | 44  |
| Za wysoko                     | - Data: 7 lipca 2017 - Wydawca: Supa’High Music         | 23  |
| Totem                         | - Data: 16 lipca 2021 - Wydawca: Universal Music Polska | 40  |
| „–” album nie był notowany.   |                                                         |     |

Inne
| Album                                       | Rok  | Utwór | Źródło |
| ------------------------------------------- | ---- | --- | ------ |
| Evah – Evah                                 | 2002 | „Rozczarowanie” (gościnnie: Jarecki) | [ 10 ] |
| SummerJam 2007 (kompilacja)                 | 2007 | Jarecki – „Tańcz” | [ 11 ] |
| DJ Cube – Forfiter                          | 2010 | „Forfiter 1" (gościnnie: Jarecki, Warszafski Deszcz, Ten Typ Mes, Abradab, Fokus)                                                                                       | [ 12 ] |
| Waldemar Kasta – Prawda naga                | 2010 | „Akordeon” (gościnnie: Jarecki, Grubson) | [ 13 ] |
| SMA – 83 (nielegal)                         | 2010 | „Spokojnie” (gościnnie: Jarecki) | [ 14 ] |
| Grube jointy (kompilacja)                   | 2010 | Jarecki, BRK – „Funky Joint” | [ 15 ] |
| Grubson – Coś więcej niż muzyka             | 2011 | "Słowiańskie korzenie" (gościnnie: Jarecki, BRK) „Skacz!” (gościnnie: Jarecki) „Okulary 3oDe” (gościnnie: Jarecki, Zamknijryj, HoodSon, MC Ruff)                        | [ 16 ] |
| Chada – WGW                                 | 2011 | „Mam się dobrze” (gościnnie: Jarecki) „Niesiemy prawdę” (gościnnie: Jarecki, Hukos, Sitek, Pezet, Pih, DonGURALesko)                                                    | [ 17 ] |
| Okoliczny Element – Schody donikąd          | 2011 | „Miasto wstaje” (gościnnie: Jarecki, Hukos) | [ 18 ] |
| Grube jointy 2: karani za nic (kompilacja)  | 2011 | Jarecki, Grubson – „Zielony” | [ 19 ] |
| Stillo – Trajektoria lotu                   | 2012 | „Osiedlowy styl” (gościnnie: Jarecki) „A do zet” (gościnnie: Jarecki) „Z drugiej strony lustra” (gościnnie: Jarecki) „Cały świat po mojej stronie” (gościnnie: Jarecki) | [ 20 ] |
| Hukos – Knajpa upadłych morderców           | 2012 | „Miastokoloromania” (gościnnie: Poszwixxx, Cira, Jarecki) | [ 21 ] |
| Grubson & DJ BRK – Gruby brzuch             | 2012 | „Pasja” (gościnnie: Jarecki) „Kalorie” (gościnnie: Mr FastFood, czyli Jarecki)                                                                                          | [ 22 ] |
| Chada – Jeden z Was                         | 2012 | „Szukam wyjścia” (gościnnie: Jarecki) | [ 23 ] |
| Okoliczny Element – Kosze zerwane           | 2012 | „Dziwne uczucie” (gościnnie: Jarecki) | [ 24 ] |
| Donatan – Równonoc. Słowiańska dusza        | 2012 | „Pij wódkę” (gościnnie: Jarecki, BRK) | [ 25 ] |
| MaxFloRec – Podaj dalej vol. 2 (kompilacja) | 2012 | Jarecki, BRK – „Ból w cenie” | [ 26 ] |
| W.E.N.A. – Nowa ziemia                      | 2013 | „Wszystko” (gościnnie: Włodi, Te-Tris) | [ 27 ] |

## Teledyski
| Tytuł                                         | Rok  | Reżyseria                                         | Album           | Źródło |
| --------------------------------------------- | ---- | ------------------------------------------------- | --------------- | ------ |
| „Tańcz”                                       | 2007 | –                                                 | Styldohwil      | [ 28 ] |
| „Fenomenalnie” (oraz DJ BRK)                  | 2009 | Marcin Pawełczak, Dariusz Kuczera                 | Mucha nie siada | [ 29 ] |
| „Zejdź w dół” (oraz DJ BRK)                   | 2010 | Delaflow.com                                      | Mucha nie siada | [ 30 ] |
| „Antidotum” (oraz DJ BRK; gościnnie: GrubSon) | 2011 | Evil Eye Studio                                   | Mucha nie siada | [ 31 ] |
| „S.O.S” (oraz DJ BRK)                         | 2014 | –                                                 | Punkt widzenia  | [ 32 ] |
| „Otwórz szeroko oczy” (oraz DJ BRK)           | 2014 | AG Studio                                         | Punkt widzenia  | [ 33 ] |
| „Trabaho” (oraz DJ BRK)                       | 2014 | Michał Schwierc                                   | Punkt widzenia  | [ 34 ] |
| „Wspin”                                       | 2015 | Krzysztof Kurenda, Jarecki                        | –               | [ 35 ] |
| „Kochanie” (oraz Robert Cichy)                | 2017 | Jarosław Kubów, Bartosz Kochanek, Michał Schwierc | Za wysoko       | [ 36 ] |

## Nagrody i wyróżnienia
| Rok  | Nagroda                                                  | Kategoria/Tytułem                            | Nota      | Źródło |
| ---- | -------------------------------------------------------- | -------------------------------------------- | --------- | ------ |
| 2006 | Karolinka – Nagroda im. Anny Jantar (XLIII KFPP w Opolu) | Piosenka „Leń”                               | Laur      | [ 37 ] |
| 2007 | VIVA Comet Awards                                        | Debiut roku                                  | Nominacja | [ 38 ] |
| 2009 | Yach Film                                                | Innowacyjność w wideoklipie („Fenomenalnie”) | Laur      | [ 39 ] |
| 2010 | Superjedynki                                             | Płyta hip-hop (Mucha nie siada)              | Nominacja | [ 40 ] |

## Kontrowersje
Jarecki został nagrany przez jednego z internetowych twórców Wojciecha Galeńskiego prowadzącego kanał w serwisie YouTube o nazwie Samochodoza. Jarosław Kubów pozostawił pojazd na trawniku i został zablokowany podczas próby wyjazdy wzdłuż po pasach, co jest wykroczeniem w ruchu drogowym i stwarza realne niebezpieczeństwo dla pieszych.